# Rose Hill (Kansas)
Pour les articles homonymes, voir Rose Hill.
Rose Hill est une municipalité américaine située dans le comté de Butler au Kansas. Lors du recensement de 2010, sa population est de 3 931 habitants.

## Géographie
La municipalité s'étend en 2010 sur une superficie de 2,20 milles carrés (5,7 km2). Elle se trouve au sud-est de Wichita, la principale ville du Kansas.

## Histoire
Rose Hill est fondée en 1869 par J. H. Lowery. Elle doit son nom aux roses sauvages qui poussent alors dans la région ou au village new-yorkais de Rose Hill d'où est originaire Lowery. Le bureau de poste de Rose Hill ouvre en juin 1874, sur la propriété de Levi Williams à l'est du précédent site.
Le bureau de poste change encore de localisation dans les années 1870. La ville se déplace une dernière fois en 1892, après la construction de la gare de Rose Hill desservie par l'Atchison, Topeka and Santa Fe Railway

## Démographie
Rose Hill connaît une forte croissance grâce à sa situation dans la banlieue de Wichita.
Selon l'American Community Survey de 2018, Rose Hill est une ville blanche (à plus de 97 %) et plutôt aisée. Son revenu médian par foyer est ainsi de 75 398 dollars, contre 57 422 dollars au Kansas et 60 293 dollars aux États-Unis. Elle connaît également un faible taux de pauvreté de 3,2 % (contre 12 % dans l'État et 11,8 % dans le pays),.